# Stenocranus luteivitta
Stenocranus luteivitta är en insektsart som först beskrevs av Walker 1851.  Stenocranus luteivitta ingår i släktet Stenocranus och familjen sporrstritar. Inga underarter finns listade i Catalogue of Life.